# Alfredo José da Silva Machado
Alfredo José da Silva Machado (c. 20 de Março de 1867, Paredes de Coura – 1936) foi um clérigo e político (pelo Partido Centrista Republicano) Português.